# ローラス インターナショナルスクール オブ サイエンス
ローラス インターナショナルスクール オブ サイエンス（英: Laurus International School of Science）は、日本の東京都港区に所在するインターナショナルスクール、および同名の株式会社。

## 概要
2001年（平成13年）に株式会社バイリンガとして日置麻実によって設立され、首都圏を中心に8校を運営するインターナショナルスクールグループで、プリスクール、キンダーガーテン、初等部、中等部に分かれている。学校の教育理念は、「Creating Future Innovators who change the world for the better.（世界をよりよく変える、未来のイノベーターを育てる）」。共通言語は英語であり、原則英語以外（日本語など）を喋るのは禁止されている。

## 所在地
ローラスインターナショナルスクール株式会社（本部：東京都港区芝4丁目1-30　芝国際ビル10階）
ローラス インターナショナルスクール オブ サイエンス (Laurus International School of Science)
- 白金台校（プリスクール、キンダーガーテン）：東京都港区白金台3-4-17
- 青山校（プリスクール、キンダーガーテン）：東京都港区南青山6-13-14
- 高輪校（プリスクール、キンダーガーテン）：東京都港区高輪3-21-7 レガロ高輪1F
- 自由が丘校（プリスクール、キンダーガーテン）：東京都目黒区緑が丘2-17-12　CREAL terrace自由が丘3F
- 月島校（プリスクール、キンダーガーテン）：東京都中央区佃1-11−8 ピアウエストスクエア1F
- 文京校（プリスクール、キンダーガーテン）：東京都文京区小石川1-17-1 エルアージュ小石川2F
- 武蔵新城校（プリスクール、キンダーガーテン）：神奈川県川崎市高津区末長4丁目24-18 プリモ壱番館1階
- 武蔵小杉校（プリスクール、キンダーガーテン）：神奈川県川崎市中原区小杉町2-228-1　パークシティ武蔵小杉 ザ ガーデン タワーズウエスト2F W6
- 初等部 (Laurus International School of Science Primary[1])：東京都港区芝4丁目1-30　芝国際ビル7-8階

- 中等部 (Laurus International School of Science Lower Secondary)：東京都港区芝4丁目1-30　芝国際ビル 9階
- 高等部 (Laurus International School of Science Upper Secondary)：東京都港区芝4丁目1-30　芝国際ビル 10階